# Bergverks AB Vulcanus
Bergverks AB Vulcanus var ett svenskt gruvbolag som idkade gruvverksamhet i Blötberget och Fredmundbergets gruvfält. Vid Blötberget drev man även ett anrikningsverk och en mekanisk verkstad där magnetsiska separatorer och malmskiljare tillverkades. Företaget hade 1946 omkring 310 anställda.
1949 köptes bolaget upp av Stora Kopparbergs Bergslags AB.